# Тиранти
Тирантите са част от облеклото. Представляват две еластични ленти, чиито краища завършват с щипки и (по-рядко) копчета или илици. Носят се през рамената и прикрепват долната част на облеклото (панталони или пола). Може да са кръстосани или съединени на гърба. Алтернатива на тирантите като средство за поддържане е коланът.
Популярни са основно в края на XIX и началото на XX век, когато са и задължителен елемент от мъжкото облекло. Счита се, че модерните тиранти са създадени през 1822 г. Една от съвременните личности, известна с носенето на тиранти, е Лари Кинг.